# Bernardo I de Armagnac
Bernardo I (f. 995), llamado el Bizco, fue el primer conde de Armagnac.
Segundo hijo  de Guillermo Garcés de Fézensac. Cuándo Guillermo murió en 960, dividió su condado, dando Fézensac a su primer hijo, Odón, Armagnac a Bernardo, y Gaure a su hijo más joven, Fredelon.
Por sus muchos pecados, Bernardo planeó un peregrinaje a Jerusalén, pero nunca cumplió la hazaña. En cambio, fundó una basílica dedicada a Orencio de Auch. Su hijo Gerald le sucedió.